# Chamaesphecia festai
Chamaesphecia festai is een vlinder uit de familie wespvlinders (Sesiidae), onderfamilie Sesiinae.
De wetenschappelijke naam van de soort is voor het eerst geldig gepubliceerd door Turati in 1925. De soort komt voor in het Palearctisch gebied.